# Branden i Skagen Klitplantage
Branden i Skagen Klitplantage var en naturbrand i Skagen Klitplantage, der startede 14. juli 2025 i nærheden af den tilsandede kirke. Der indløb en anmeldelse til beredskabet om branden kl. 14.09. Branden dækkede 75 hektar af Skagen Klitplantage. Nordjyllands Politi skulle efterfølgende efterforske årsagen.
Der deltog i begyndelsen op til 70 brandfolk fra hele Nordjylland (Brønderslev, Dronninglund, Frederikshavn,Hals, Sindal, Skagen, Thisted, Aabybro og Ålbæk) i bekæmpelsen af branden, men efterhånden kom over 100 værnepligtige (heraf 18 fra Bornholm), folk fra Beredskabsstyrelsen og frivillige fra hele landet og hjalp med arbejdet.  Fra det øvrige Danmark kom der (udover, som tidligere nævnt, fra Bornholm) også hjælp fra Haderslev, Herning og Næstved. Civile blev bedt om at forlade området under slukningsarbejdet. Ifølge en skovrider fra Naturstyrelsen var branden ikke en katastrofe for naturen. Bo Storm, naturvejleder i Frederikshavn Kommune, udtalte, at en brand også en form for naturpleje.
22. juli blev branden meldt slukket efter ni dages slukningsarbejde, hvor man undervejs har anvendt droner for at finde ud af, om temperaturen steg nogen steder. Myndighederne kunne dog "selvfølgelig ikke garantere, at der ikke ligger og ulmer en glød nede under en trærod et eller andet sted, som vi ikke har set", som Jan Nedza, beredskabschefen i Nordjyllands Beredskab, har udtalt.